# Ramsey Clark

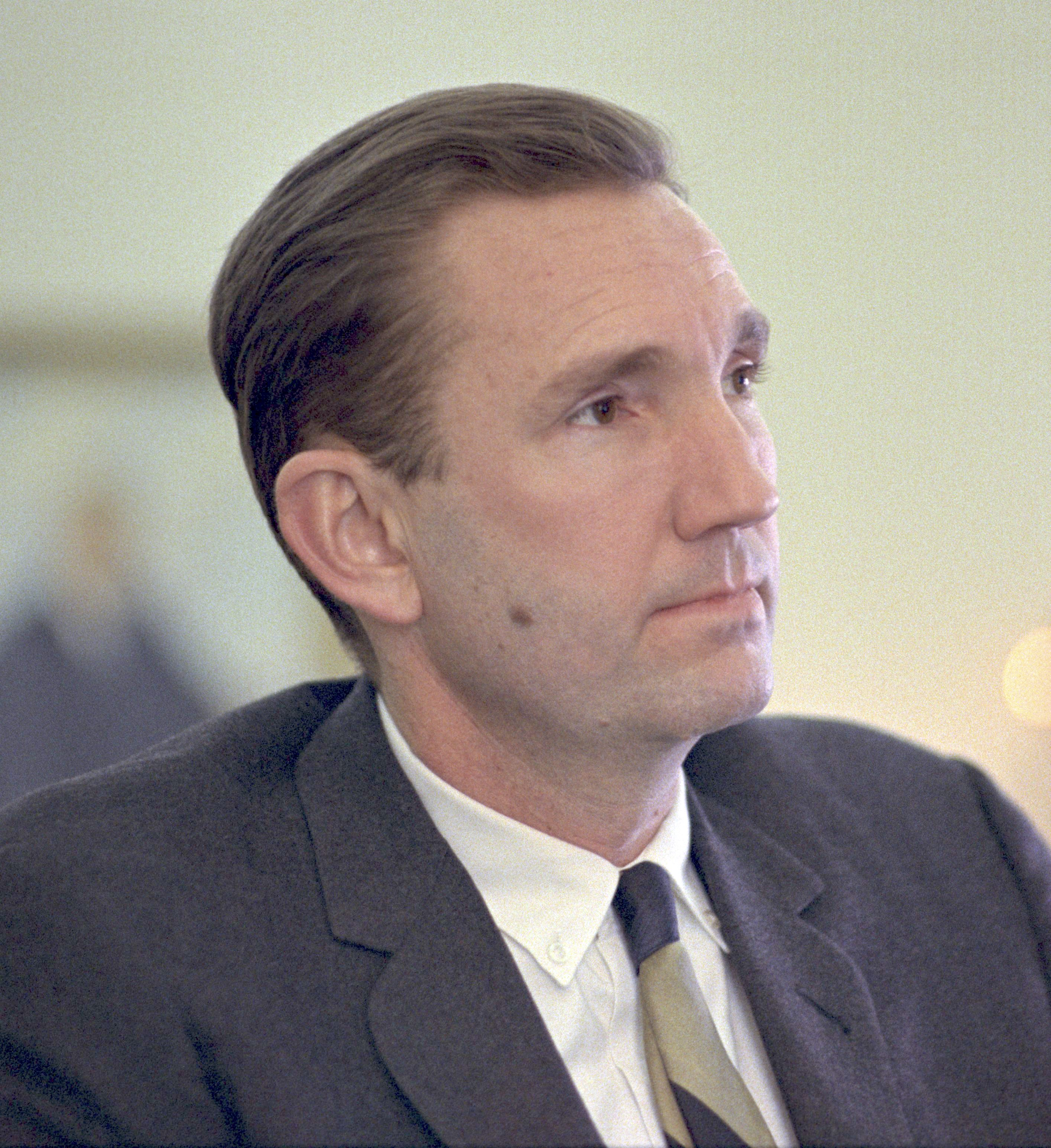
Ramsey Clark, 1968

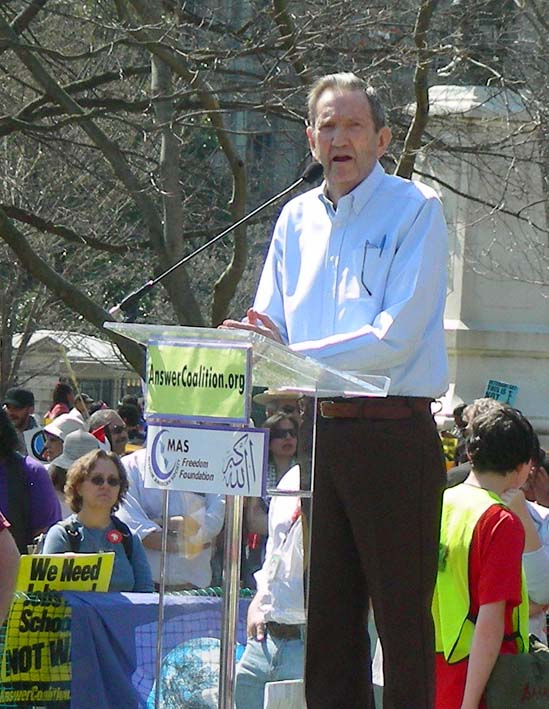
Ramsey Clark bei einer Rede, 2010

William Ramsey Clark (* 18. Dezember 1927 in Dallas, Texas; † 9. April 2021 in New York City, New York) war ein US-amerikanischer Jurist, Politiker der Demokratischen Partei und Friedensaktivist, der von 1967 bis 1969 der 66. Justizminister (Attorney General) unter Präsident Lyndon B. Johnson war. Er war das letzte lebende Mitglied des Johnson-Kabinetts.

## Laufbahn
Ramsey Clark war der Sohn von Tom C. Clark, der ebenfalls Justizminister sowie Richter am Obersten Gerichtshof der Vereinigten Staaten war.
Clark diente in den Jahren 1945 und 1946 bei den Marines, wobei er als Meldegänger in Europa eingesetzt wurde. Anschließend studierte er an der University of Texas in Austin und erhielt im Jahre 1949 den akademischen Grad Bachelor of Arts. 1950 schloss er sein Studium mit dem Master of Arts und Juris Doctor der University of Chicago ab.
Von 1951 bis 1961 war Clark Teilhaber und Partner der Anwaltsfirma Clark, Reed and Clark. 1956 wurde er als Anwalt am Supreme Court zugelassen. Ab 1961 arbeitete er unter Präsident John F. Kennedy als Assistant Attorney General für das Justizministerium; 1965 wurde er Deputy Attorney General und somit Stellvertreter von Minister Nicholas Katzenbach. Als dessen Nachfolger trat er am 10. März 1967 dem Kabinett von Präsident Lyndon B. Johnson bei, in dem er bis zum 20. Januar 1969 verblieb. Bereits seit Katzenbachs Ausscheiden im Oktober 1966 hatte Clark die Geschäfte des Justizministers interimsweise ausgeübt. Während seiner Zeit im Justizministerium wurde dort der Atomwaffensperrvertrag ausgearbeitet. 1971 wurde Clark in die American Academy of Arts and Sciences gewählt.
Unter Leitung von Clark wurde im Februar 1992 ein Tribunal gebildet, welches die USA in 19 Anklagepunkten beschuldigte, im Zweiten Golfkrieg gegen den Irak Verbrechen gegen die Menschlichkeit begangen zu haben. Das Tribunal setzte sich aus 21 Richtern der verschiedensten Ethnien und Religionen zusammen.
Ende Dezember 2004 schloss sich Clark dem 20-köpfigen Anwaltsteam an, das den ehemaligen irakischen Präsidenten Saddam Hussein verteidigte und dem auch sein katarischer Kollege Najib al-Nuaimi angehörte. Der Prozess wurde unter dem Vorsitz von Richter Rizgar Muhammad Amin geführt.
Am 18. März 2006 nahm er an der Beerdigung des ehemaligen jugoslawischen Präsidenten Slobodan Milošević teil. Vor dem Parlament in Belgrad, wo Miloševićs Sarg aufgebahrt war, hielt er eine Rede: „Die Geschichte wird beweisen, dass Milošević im Recht war. Anklagen sind nur Anklagen. Das Tribunal hatte keine Beweise.“
2008 erhielt er den Menschenrechtspreis der Vereinten Nationen. Clark erhielt außerdem 1992 den Gandhi Peace Award.

## Werke
- Ramsey Clark: Wüstensturm (US-Kriegsverbrechen am Golf). Lamuv Verlag, Göttingen 1993, ISBN 3-88977-323-0